# مصطفى تراوري
مصطفى تراوري (بالفرنسية: Mustapha Traoré)‏ (9 يوليو 1982 بباريس في فرنسا - ) هو لاعب كرة قدم مالي في مركز الدفاع. لعب مع نادي كاين وUSON Mondeville ‏.

## وصلات خارجية
- مصطفى تراوري على موقع رابطة كرة القدم الفرنسية للمحترفين (الإنجليزية)
- مصطفى تراوري على موقع قاعدة بيانات كرة القدم.إي يو (الإنجليزية)
- مصطفى تراوري على موقع ليكيب (الفرنسية)